# Westland (Holandia)
Westland – gmina w Holandii, w prowincji Holandia Południowa. Według spisu ludności z 2013 gminę zamieszkuje 103 338 mieszkańców. stolicą gminy jest Naaldwijk. Powierzchnia gminy wynosi 90,58 km².